# Copa do Brasil de Futsal
A Copa do Brasil de Futsal é uma competição organizada pela Confederação Brasileira de Futsal. A competição foi criada com intuito de contemplar todos os estados brasileiros, com seus respectivos representantes. A primeira edição da competição ocorreu em 2017, e vem sendo realizado anualmente desde então. O campeão do torneio se classifica para a Supercopa de Futsal, que dá vaga para a Libertadores da modalidade.
O primeiro campeão do torneio foi o Horizonte Futsal, do Ceará, após bater o Tubarão do Pará.

## Títulos por clube
| Clube                  | Títulos         | Vices    | 3º Lugar | 4º Lugar        |
| ---------------------- | --------------- | -------- | -------- | --------------- |
| Corinthians            | 2 (2018 e 2019) |          | 1 (2021) |                 |
| Ceará                  | 1 (2021)        | 1 (2020) |          |                 |
| Horizonte Futsal       | 1 (2017)        | 1 (2019) |          |                 |
| Atlântico Erechim      | 1 (2024)        |          |          |                 |
| Magnus Futsal          | 1 (2023)        |          |          |                 |
| Pato Futsal            | 1 (2022)        |          |          |                 |
| Dois Vizinhos Futsal   | 1 (2020)        |          |          |                 |
| Fortaleza Futsal       |                 | 1 (2024) |          |                 |
| Apodi Futsal RN        |                 | 1 (2023) |          |                 |
| Jijoca de Jericoacoara |                 | 1 (2022) |          |                 |
| Jaraguá Futsal         |                 | 1 (2021) |          |                 |
| Joinville              |                 | 1 (2018) |          |                 |
| Tubarão                |                 | 1 (2017) |          |                 |
| Traipu Futsal          |                 |          | 1 (2024) |                 |
| São João do Jaguaribe  |                 |          | 1 (2023) |                 |
| Marreco Futsal         |                 |          | 1 (2019) |                 |
| Balsas Futsal          |                 |          | 1 (2020) |                 |
| Brasília Futsal        |                 |          |          | 2 (2020 e 2023) |
| Constelação            |                 |          |          | 2 (2018 e 2019) |
| Minas Tênis Clube      |                 |          |          | 1 (2024)        |
| Juventude              |                 |          |          | 1 (2021)        |
| Sorriso Futsal         |                 |          |          | 1 (2017)        |

## Títulos por Estado
| Estados           | Títulos |
| São Paulo         | 3       |
| Paraná            | 2       |
| Ceará             | 2       |
| Rio Grande do Sul | 1       |
| ----------------- | ------- |